# Liriomyza bituberculata
Liriomyza bituberculata är en tvåvingeart som beskrevs av Mitsuhiro Sasakawa 1994. Liriomyza bituberculata ingår i släktet Liriomyza och familjen minerarflugor. Inga underarter finns listade i Catalogue of Life.